# 比雷內
47°52′23″N 29°37′28″E / 47.87306°N 29.62444°E
比雷內（羅馬化：Bilyne）是位於烏克蘭西南部的村莊，由敖德萨州波迪利斯克区的巴爾塔市鎮負責管轄。該村距離巴爾塔6公里，始建於1864年，面積1.69平方公里，海拔高度225米，2001年人口2,074。